# Озерянківська сільська рада
Озерянківська сільська рада (до 1946 року — Татарнівська сільська рада, Великотатаринівська сільська рада) — колишня адміністративно-територіальна одиниця та орган місцевого самоврядування у Коднянському (Солотвинському), Троянівському, Коростишівському і Житомирському районах Волинської округи, Київської й Житомирської областей Української РСР та України з адміністративним центром у с. Озерянка.

## Населені пункти
Сільській раді підпорядковані населені пункти:
- с. Озерянка
- с. Павленківка
- с. Ружки

## Населення
Кількість населення ради, станом на 1923 рік, становила 2 646 осіб, кількість дворів — 510.
Відповідно до результатів перепису населення СРСР, кількість населення ради, станом на 12 січня 1989 року, становила 910 осіб.
Станом на 5 грудня 2001 року, відповідно до перепису населення України, кількість мешканців сільської ради становила 806 осіб.

## Склад ради
Рада складається з 15 депутатів та голови.

### Керівний склад сільської ради
| ПІБ                       | Основні відомості                                                         | Дата обрання | Дата звільнення |
| ------------------------- | ------------------------------------------------------------------------- | ------------ | --------------- |
| Сарафін Людмила Юріївна   | Сільський голова, 1955 року народження, освіта                            | 26.03.2006   | 31.10.2010      |
| Мовчан Леонід Миколайович | Сільський голова, 1968 року народження, освіта вища, член Партії регіонів | 31.10.2010   |                 |

Примітка: таблиця складена за даними джерела

## Історія
Створена 1923 року як Великотатаринівська сільська рада (згодом — Таттарнівська сільська рада), в складі сіл Велика Татаринівка (Татарнівка) та Ружки Солотвинської волості Житомирського повіту Волинської губернії.
7 червня 1946 року, відповідно до указу Президії Верховної ради Української РСР «Про збереження історичних найменувань та уточнення і впорядкування існуючих назв сільрад і населених пунктів Житомирської області», сільську раду перейменовано на Озерянківську через перейменування її адміністративного центру на с. Озерянка.
Станом на 1 вересня 1946 року сільська рада входила до складу Троянівського району Житомирської області, на обліку в раді перебували села Озерянка, Павленківка та Ружки.
На 1 січня 1972 року сільська рада входила до складу Житомирського району Житомирської області, на обліку в раді перебували села Озерянка, Павленківка та Ружки.
Виключена з облікових даних 17 липня 2020 року. Територію та населені пункти ради, відповідно до розпорядження Кабінету Міністрів України № 711-р від 12 червня 2020 року «Про визначення адміністративних центрів та затвердження територій територіальних громад Житомирської області», включено до складу новоствореної Новогуйвинської селищної територіальної громади Житомирського району Житомирської області.
Входила до складу Коднянського (Солотвинського, 7.03.1923 р.), Троянівського (27.06.1925 р.), Житомирського (28.11.1957 р., 4.01.1965 р.) та Коростишівського (30.12.1962 р.) районів.